# رنه گیو
رنه گیو (فرانسوی: René Guyot‎؛ زادهٔ ۳۰ نوامبر ۱۸۸۱ - درگذشته نامشخص) تیرانداز اهل فرانسه بود.